# Cryptotora thamicola
Cryptotora thamicola е вид лъчеперка от семейство Balitoridae, единствен представител на род Cryptotora. Видът е световно застрашен, със статут Уязвим.

## Разпространение
Разпространен е в Тайланд.